# دييغو ريباس
دييغو ريباس دا كونها (بالبرتغالية:Diego Ribas da Cunha) أو دييغو ريباس ، هو لاعب كرة قدم برازيلي سابق كان يلعب في مركز الوسط المهاجم، بدأ مسيرته باللعب لصالح نادي سانتوس البرازيلي. لعب مع يوفنتوس وبورتو وأندية أخرى واعتزل مع فلامنغو البرازيلي. بدأ بالمشاركة مع منتخب البرازيل في عام 2003. وقد كان يعتبر من أفضل لاعبي العالم في كرة القدم.
.

## روابط خارجية
- دييغو ريباس على موقع الاتحاد الدولي (مؤرشف)  (الإنجليزية)
- دييغو ريباس على موقع الاتحاد الأوربي (الإنجليزية)
- دييغو ريباس على موقع اتحاد تركيا (لاعب) (الإنجليزية)
- دييغو ريباس على موقع قاعدة بيانات كرة القدم.إي يو (الإنجليزية)
- دييغو ريباس على موقع بيانات كرة القدم. دي إي (الألمانية)
- دييغو ريباس على موقع ليكيب (الفرنسية)
- دييغو ريباس على موقع ناشيونال فوتبول تيمز (الإنجليزية)
- دييغو ريباس على موقع Soccerway.com (الإنجليزية)
- دييغو ريباس على موقع عالم كرة القدم.نت (الإنجليزية)
- دييغو ريباس على موقع أوليمبيديا (الإنجليزية)